# عبد العزيز الجمعان
عبد العزيز الجمعان، لاعب كرة قدم سعودي في نادي الكوكب.

## مسيرة اللاعب
مثل نادي الهلال في الفئات السنية وأعاره الهلال إلى نادي الرائد عام 2017 و لعب بعدها مع نادي الجبلين ونادي أبها ونادي العدالة ونادي الفيصلي ونادي الكوكب.

## الحياة الشخصية
عبد العزيز ابن اللاعب الدولي السابق محيسن الجمعان.

## روابط خارجية
- عبد العزيز الجمعان على موقع Soccerway.com (الإنجليزية)
- عبد العزيز الجمعان على موقع كووورة